# Qrendi
Qrendi – jedna z jednostek administracyjnych na Malcie. W 2014 roku jednostce mieszkało 2752 osób. W latach 40. XX wieku istniała tutaj baza lotnictwa brytyjskiego RAF Krendi.

## Turystyka
- Mnajdra, ruiny neolitycznych świątyń
- Ħaġar Qim, ruiny neolitycznej świątyni
- Kościół Wniebowzięcia Najświętszej Maryi Panny z 1712 roku
- Kościół św. Mateusza (Church of St Matthew) z 1682 roku, wraz z XI wieczną kapliczką
- Kościół Naszego Zbawiciela (Our Saviour's Church)
- Kościół św. Katarzyny "Tat-Torba" (St Catherine 'Tat-Torba' Church) z 1626 roku
- Kaplica Matki Bożej Łaskawej (Our Lady of Graces Chapel) z 1658 roku
- Kaplica św. Anny (St Anne's Chapel)
- Sanktuarium Matki Bożej Miłosierdzia (Shrine of Our Lady of Mercy) z 1650 roku
- Wieża Cavalier z 1605 roku
- Wieża Ħamrija z 1659 roku
- Wieża Sciuta z 1638 roku
- Blue Grotto (Błękitna Grota), jaskinia
- Maqluba, lej krasowy
- Um El Faroud, wrak okrętu, atrakcja dla nurków

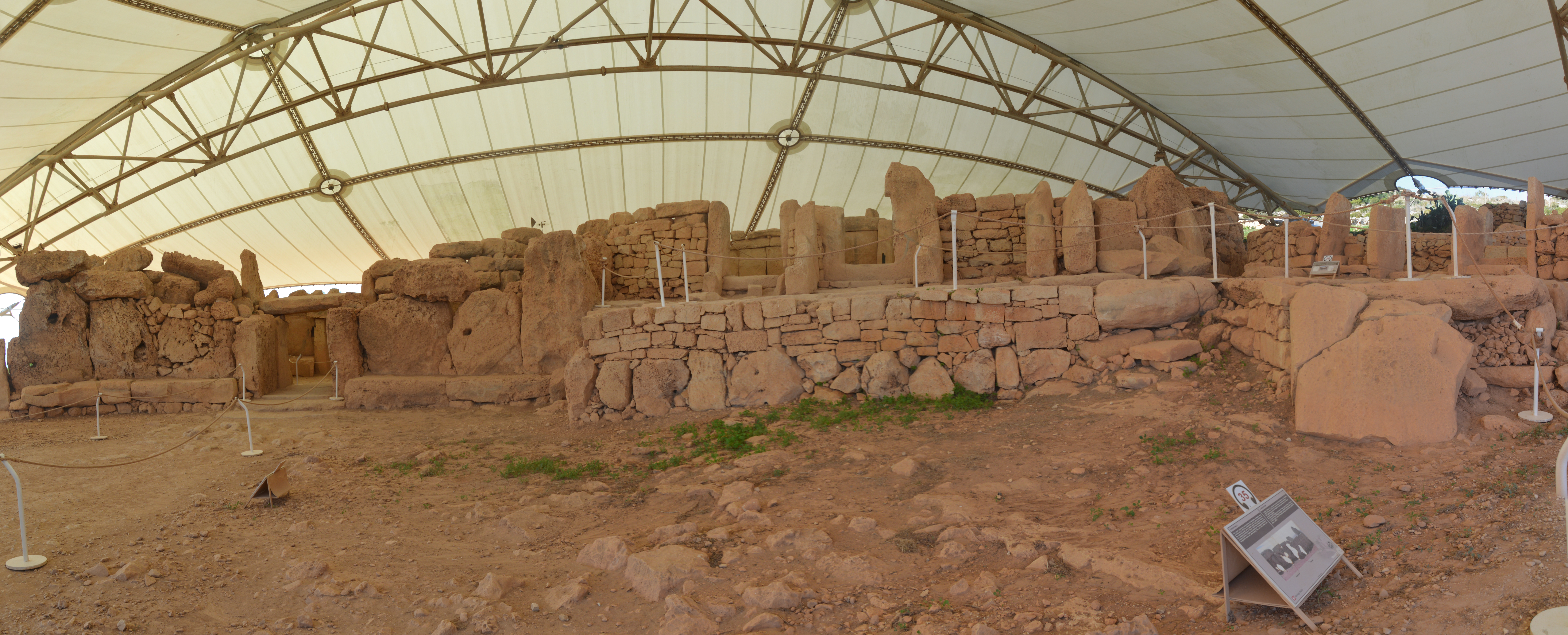
Mnajdra
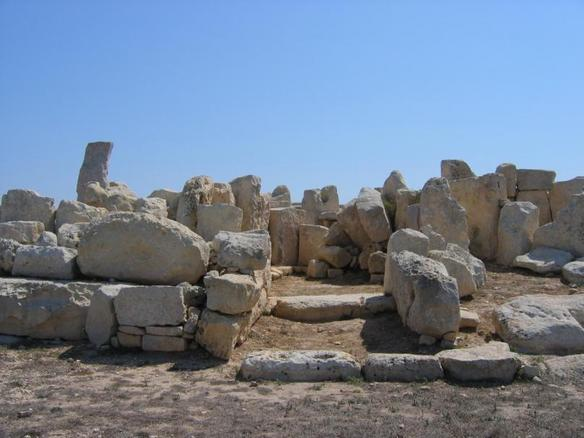
Ħaġar Qim
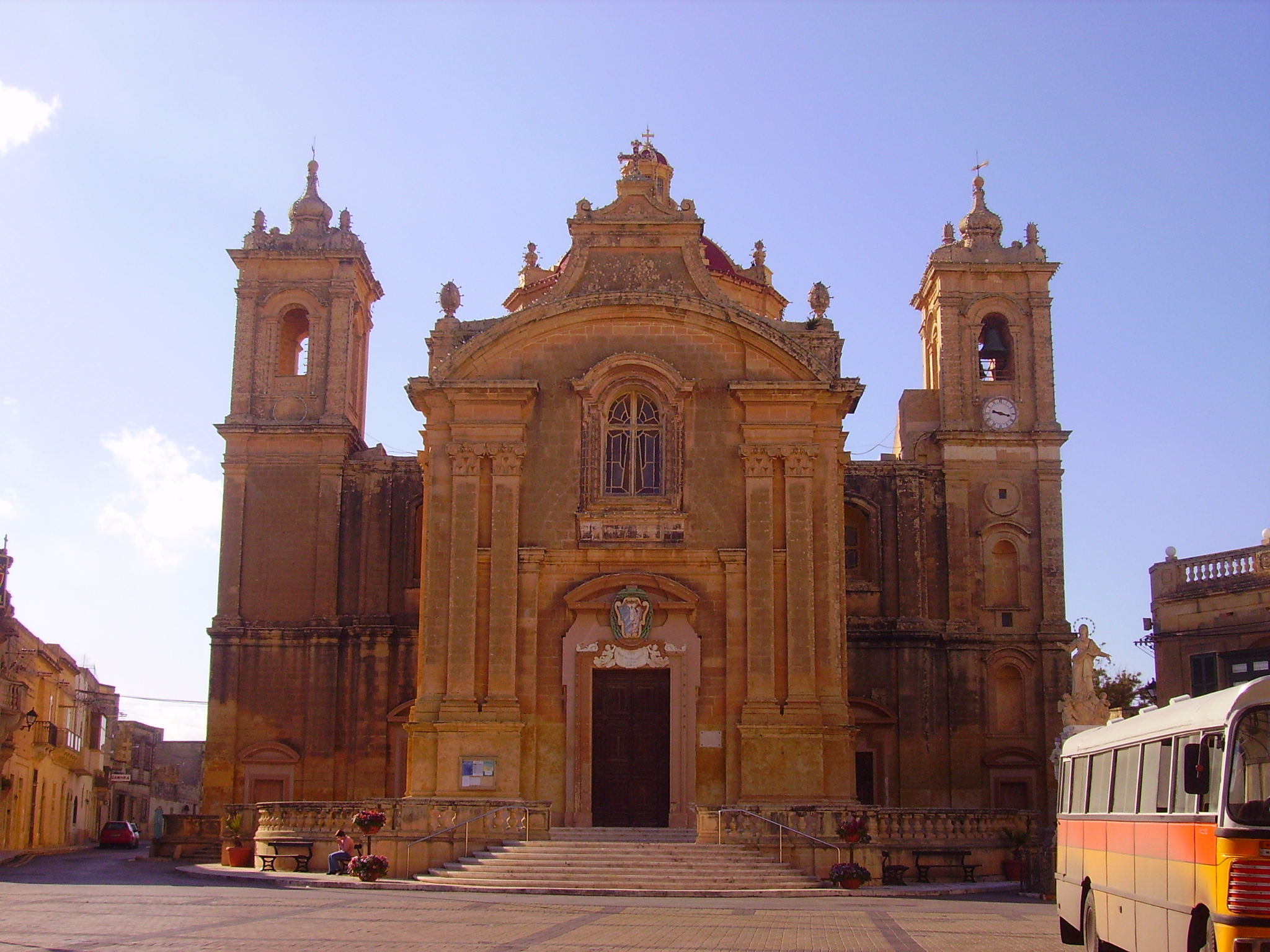
Kościół Wniebowzięcia Najświętszej Maryi Panny
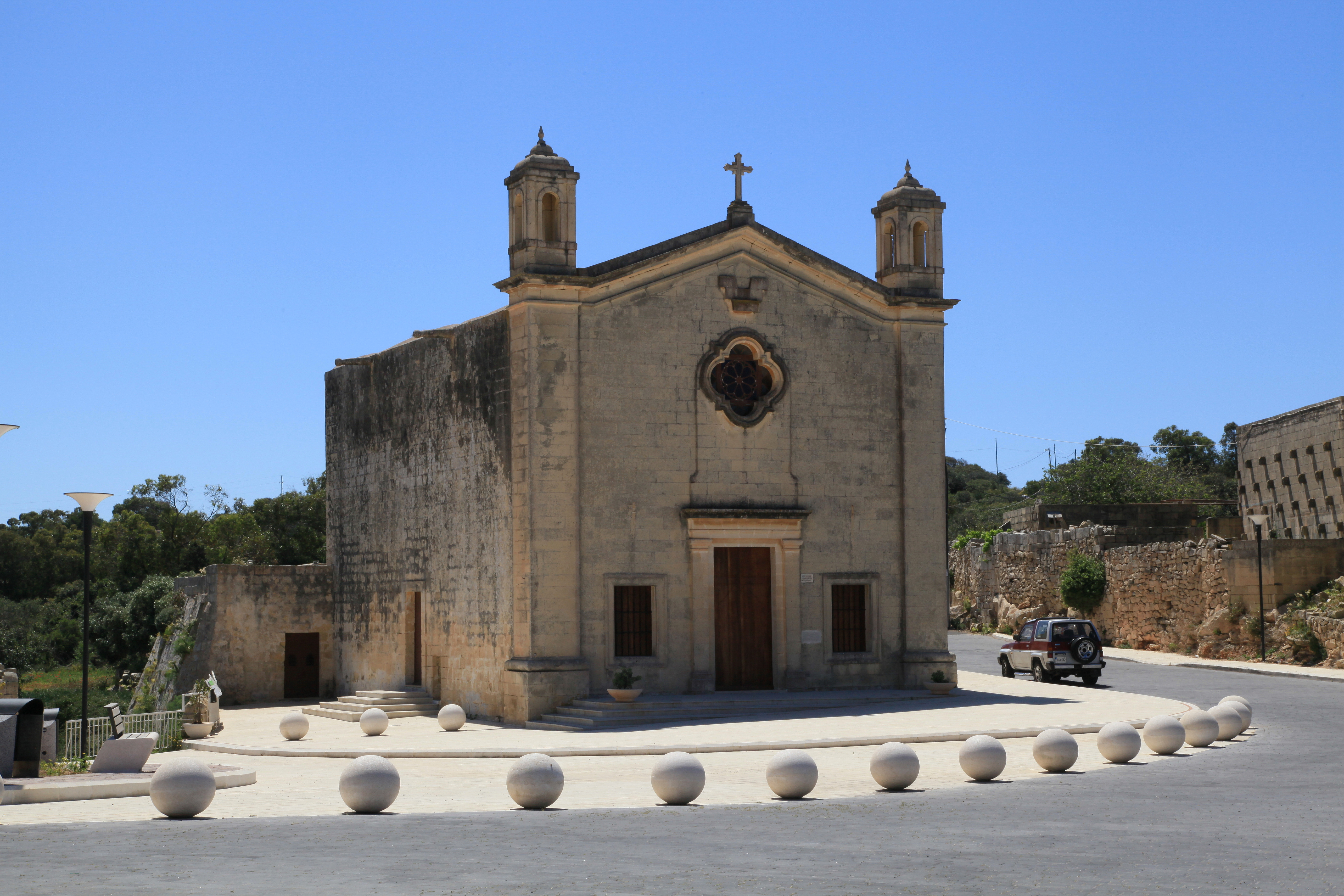
Kościół św. Mateusza
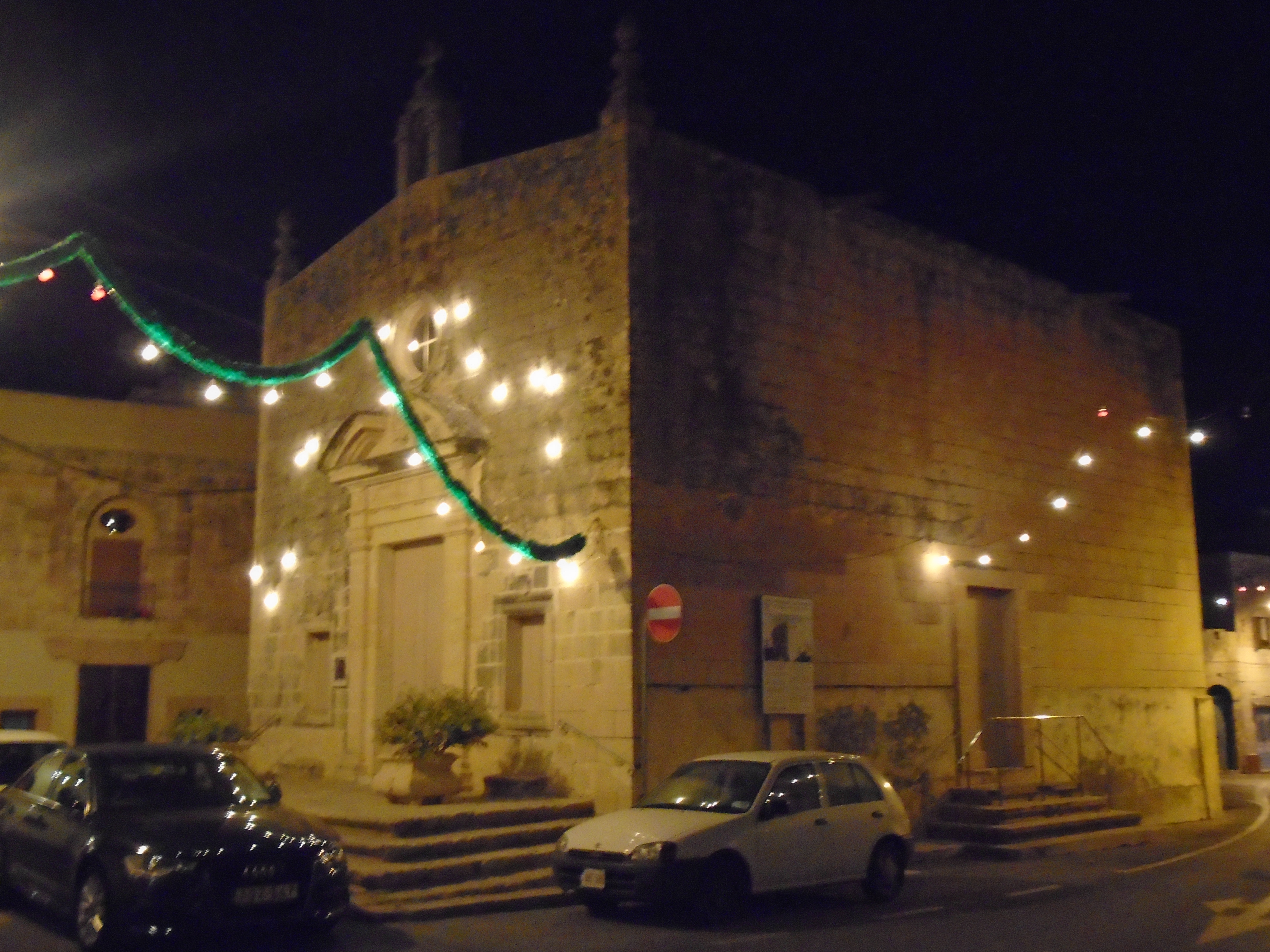
Kościół Naszego Zbawiciela
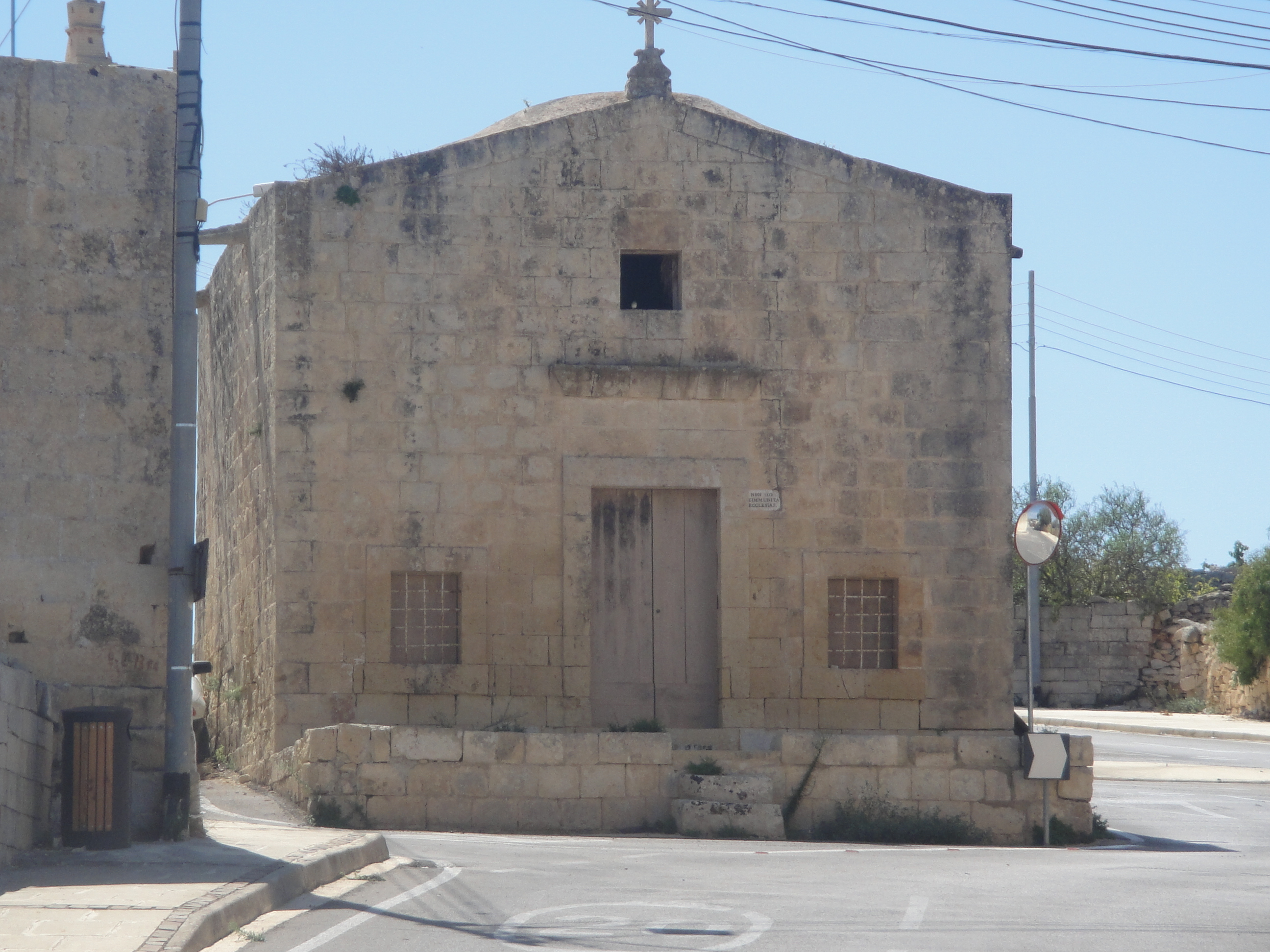
Kaplica Matki Bożej Łaskawej
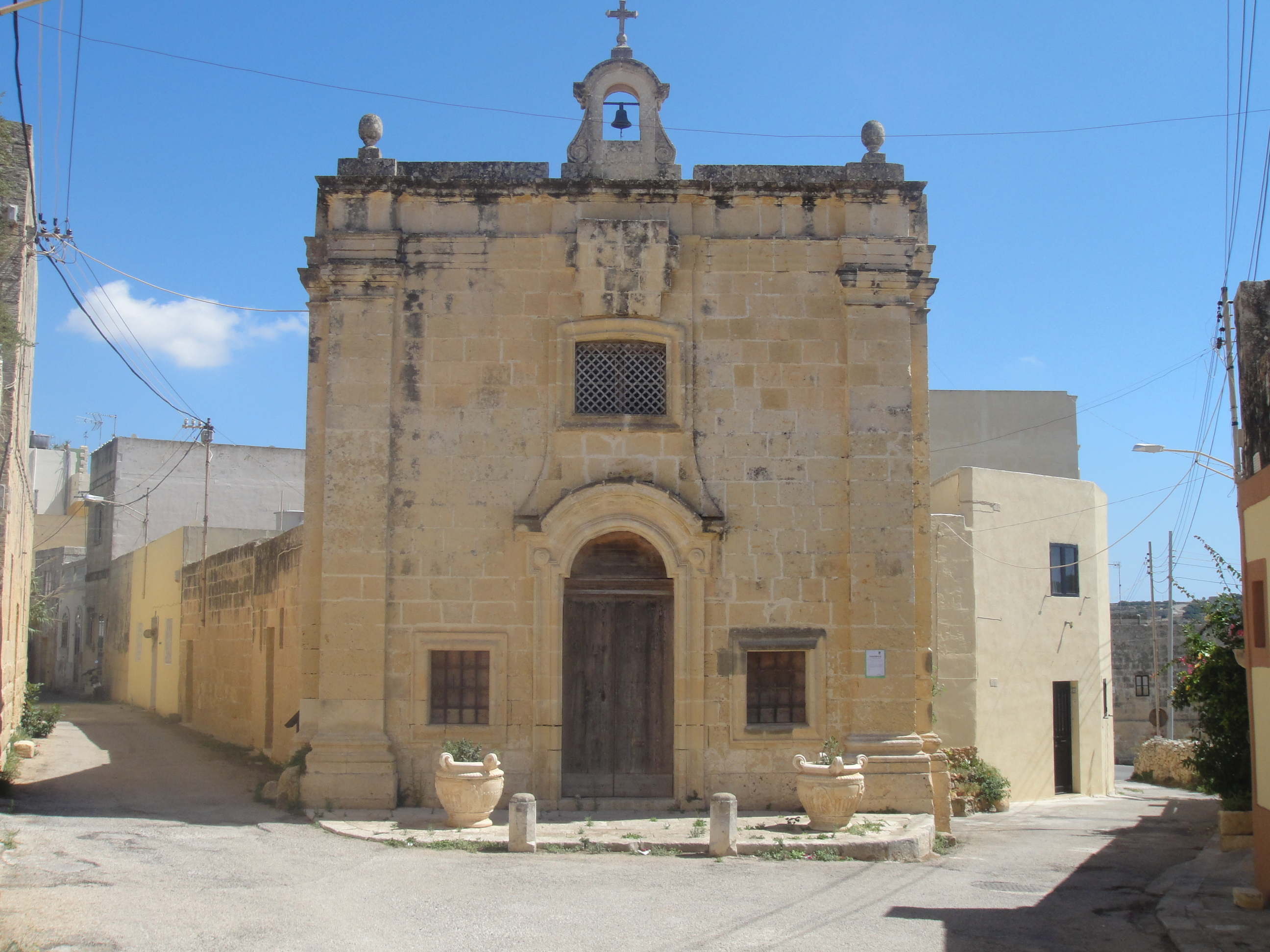
Kaplica św. Anny
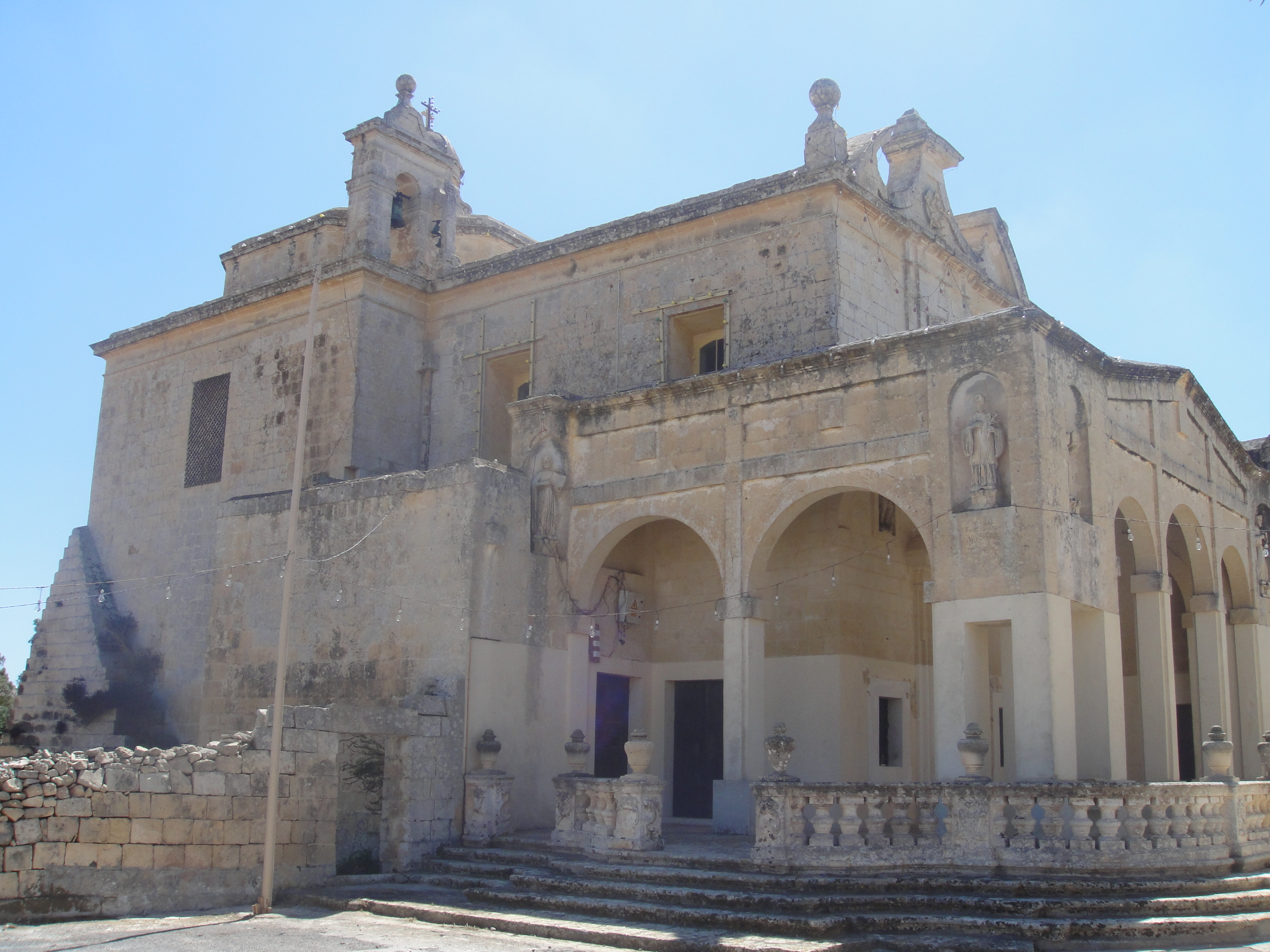
Sanktuarium Matki Bożej Miłosierdzia
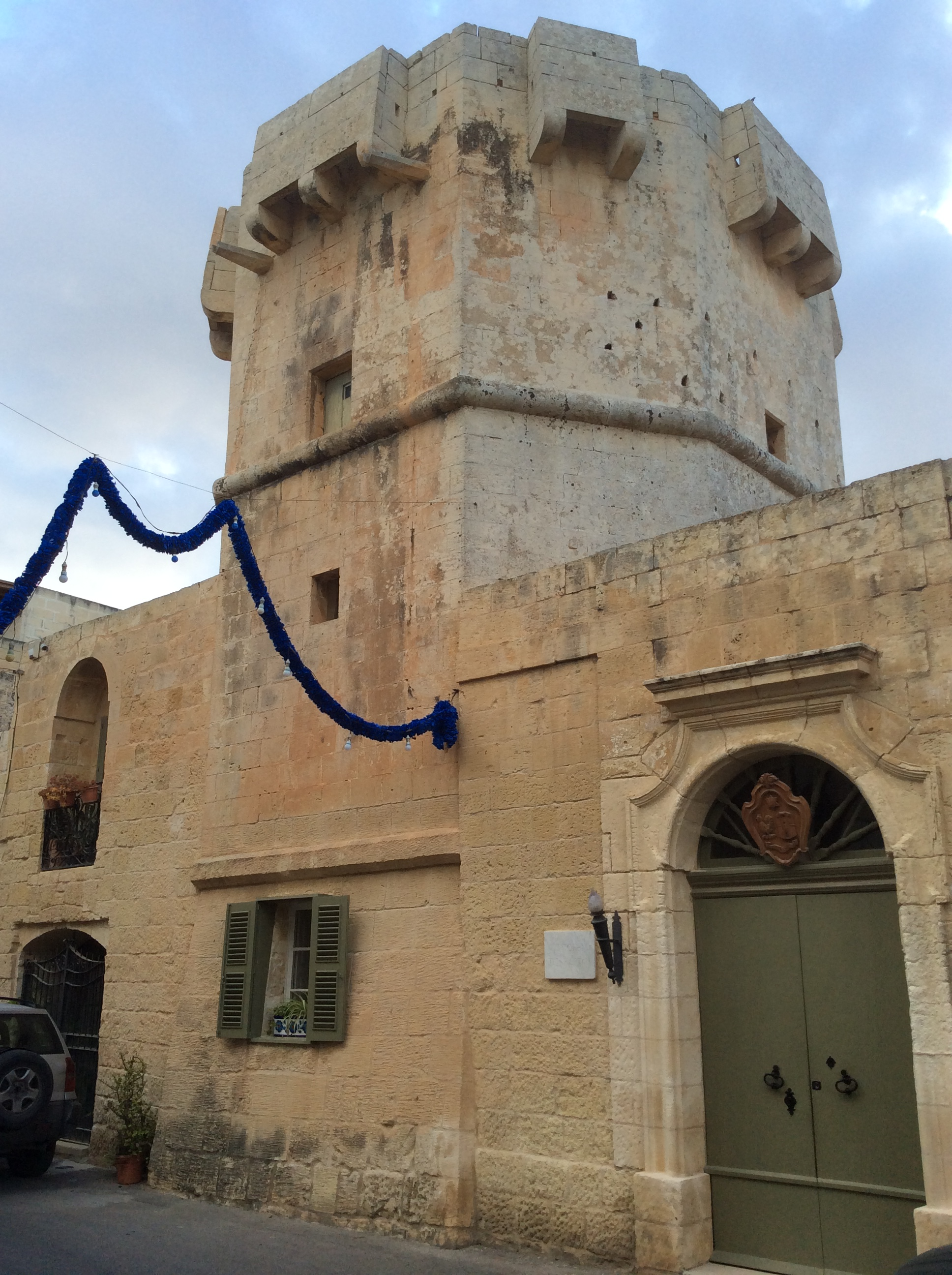
Wieża Cavalier
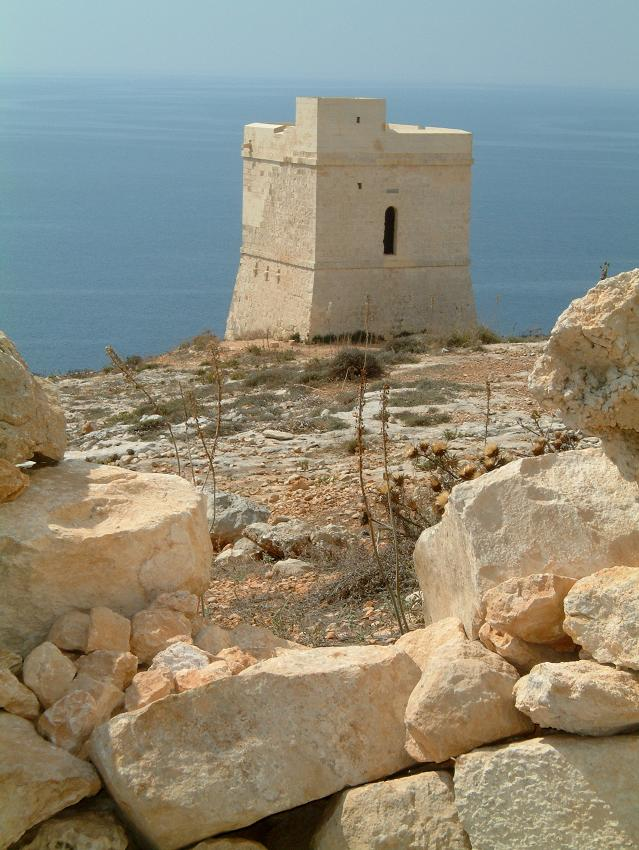
Wieża Ħamrija
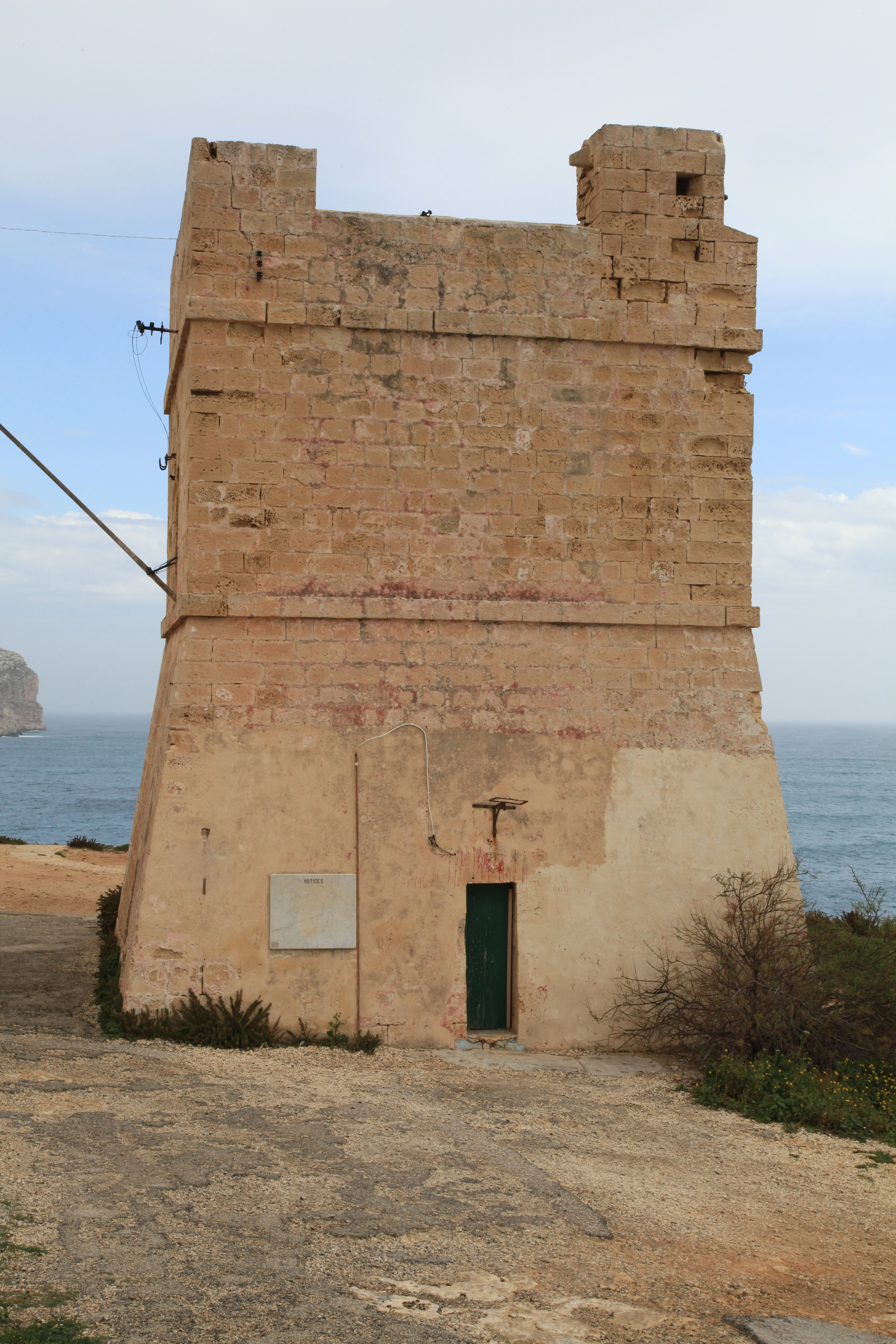
Wieża Sciuta
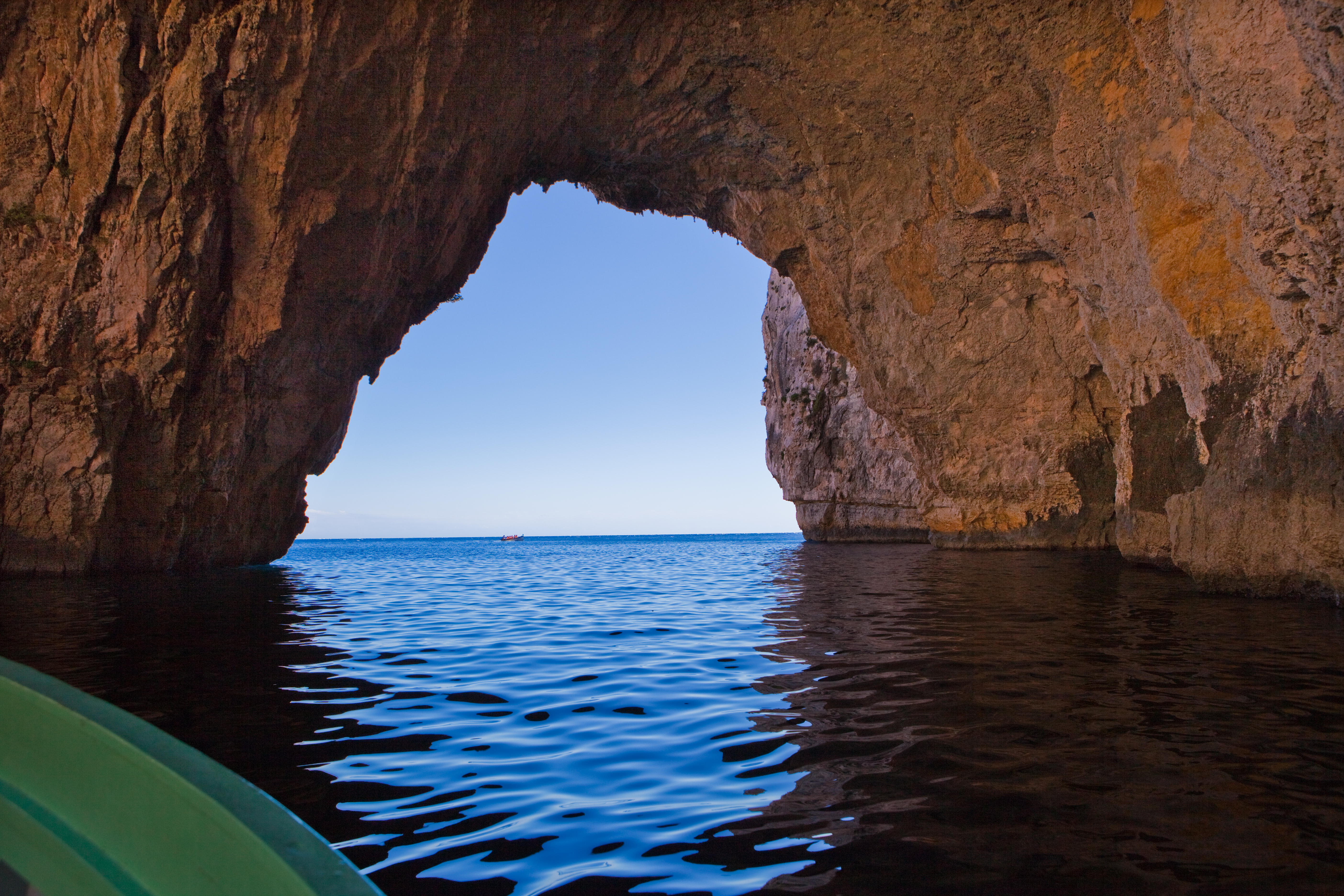
Wnętrze Błękitnej Groty
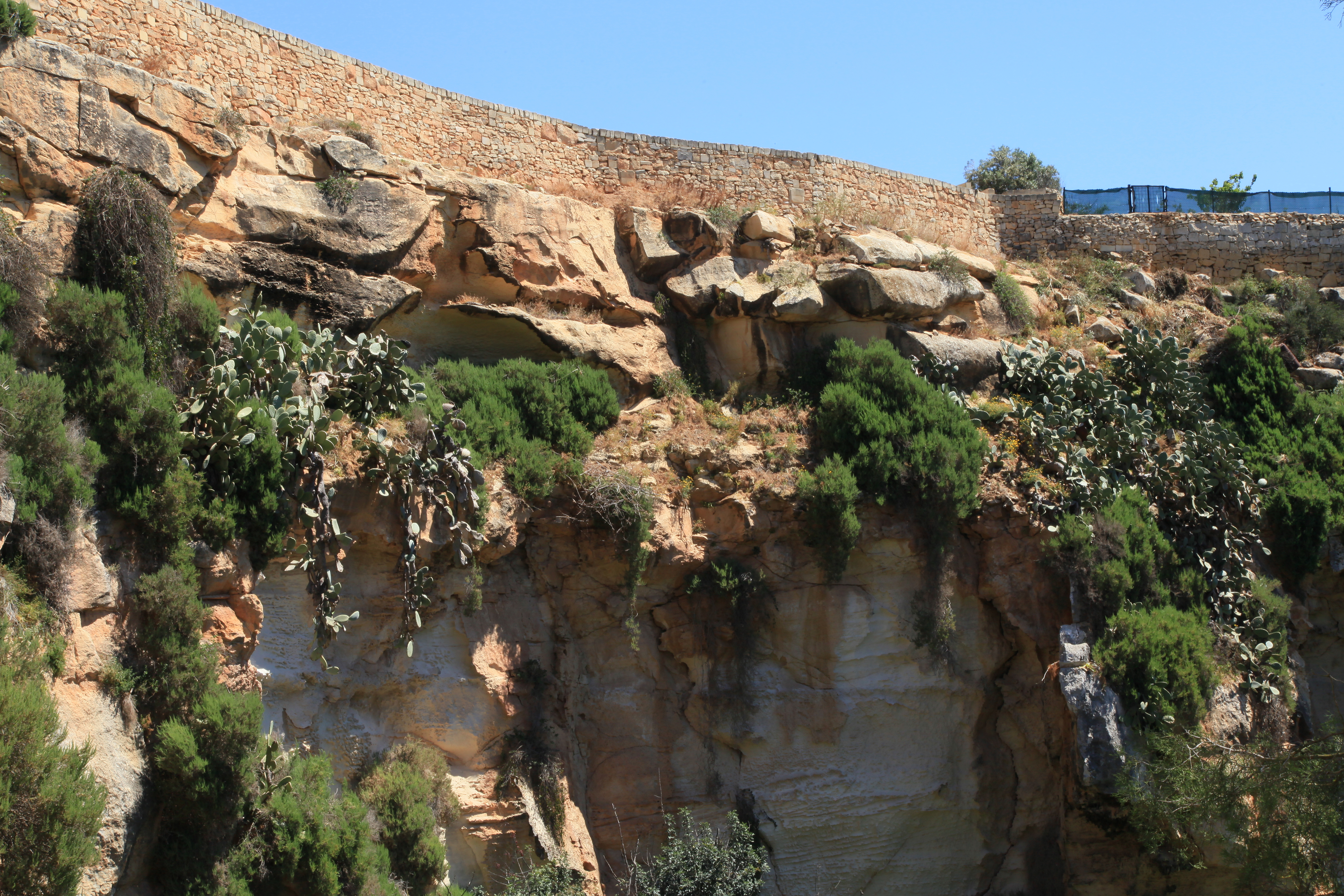
Maqluba
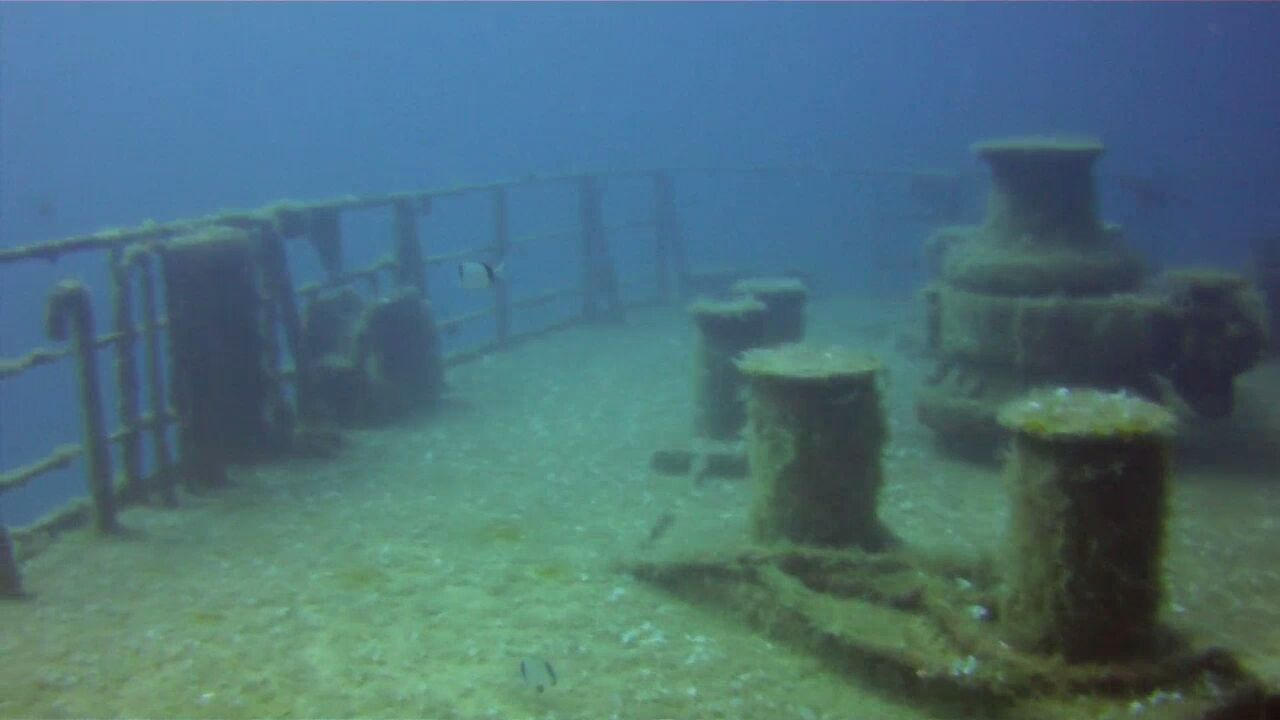
Wrak okrętu Um El Faroud

## Sport
W miejscowości funkcjonuje klub piłkarski Qrendi F.C., powstały w 1955 roku. Klub obecnie gra w Maltese First Division, drugiej maltańskiej lidze. 